# Мій кет
«Мій кет» (фр. Mon Ket, міжнародна назва — «Дені» (англ. Dany)) — бельгійсько-французький комедійний фільм 2018 року, дебютна повнометражна режисерська робота актора Франсуа Дам'єна. Фільм був номінований у 3-х категоріях на здобуття бельгійської національної кінопремії «Магрітт» за 2018 рік, у тому числі за «Найкращий фільм» .

## Сюжет
У Дені Версавеля проблеми з його 15-річним сином Салліваном. Той не хоче нічого знати про зарозумілого й безсоромного батька-в'язня, «короля» дрібних крадіжок. Але, для Дені син — це все найцінніше що в нього є, він «кет» його життя, і Дені не хоче його втратити за будь-яких обставин. Єдине, що йому зараз потрібно — це робота і квартира, щоб повернути опіку над сином. І Дені вирішує втекти з в'язниці. На волі він намагатиметься навчити хлопця речам, важливим у його житті.

## У ролях
| • Франсуа Дам'єн    | … | Даніель (Дені) Версавель |
| • Крістіан Браї     | … | хрещений батько          |
| • Маттео Саламоне   | … | Салліван Версавель       |
| • Татьяна Рожо      | … | Патьєнс, дружина Дені    |
| • Ненсі Слюз        | … | Ненсі                    |
| • Деміен Браї       | … | тюремний начальник       |
| • Барбара Гайлеброк | … | адвокат                  |
| • П'єр Матіас       | … | охоронець на парковці    |
| • Рішар Айд         | … | пацієнт                  |
| • Клер Бартоле      | … | медсестра                |

## Знімальна група
- Автори сценарію — Франсуа Дам'єн, Бенуа Мар'яж
- Режисер-постановник — Франсуа Дам'єн
- Продюсери — Патрік Кіне, Г'юго Селіньяк
- Асоційовані продюсери — Філіпп Логі, Вінсент Мазель, Арлетт Зільберберг
- Співпродюсер — Франсуа Дам'єн
- Оператор — Віржині Сен-Мартен
- Монтаж — Ізабель Девінк
- Художник-постановник — Пол Росчоп
- Художник-костюмер — Кеті Маршан

## Нагороди та номінації
| Список нагород та номінацій | Список нагород та номінацій | Список нагород та номінацій | Список нагород та номінацій | Список нагород та номінацій | Список нагород та номінацій |
| Кінофестиваль/Кінопремія    | Рік                         | Категорія                   | Номінант(и)                 | Результат                   | Дж                          |
| --------------------------- | --------------------------- | --------------------------- | --------------------------- | --------------------------- | --------------------------- |
| Гамбурзький кінофестиваль   | 2018                        | Приз глядацьким симпатій    | Мій кет                     | Номінація                   |                             |
| Премія «Магрітт»            | 02.02.2019                  | Найкращий фільм             | Мій кет                     | Номінація                   | [ 2 ]                       |
| Премія «Магрітт»            | 02.02.2019                  | Найкращий актор             | Франсуа Дам'єн              | Номінація                   | [ 2 ]                       |
| Премія «Магрітт»            | 02.02.2019                  | Найперспективніший актор    | Маттео Саламоне             | Номінація                   | [ 2 ]                       |